# Амур развязывает пояс Венеры
«Амур развязывает пояс Венеры» («Змея в траве», англ. Cupid Untying the Girdle of Venus, or The Snake in the Grass) — картина английского художника Джошуа Рейнолдса из собрания Галереи Тейт с авторскими повторениями из собраний мемориального музея Джона Соуна и Государственного Эрмитажа.

## Два первых варианта картины
Картина написана в 1784 году по заказу Джона Джошуа Проуби, 1-го графа Кэрисфорта. В том же году она была выставлена в Королевской академии художеств под названием «Нимфа и Купидон», хотя первоначально Рейнольдс хотел назвать её «Уступка» — об этом говорится в его записной книжке. Картина произвела фурор на выставке и собрала в прессе множество положительных откликов: «В <…> наиболее прекрасной и очаровательной, Купидон развязывает пояс Нимфы. В чертах Нимфы Красота и Выразительность, а в колорите Теплота и Богатство фламандской и венецианской школ»; «Это произведение имеет большие достоинства. Шаловливая Нимфа кокетливо откинулась, то, что один глаз прикрыт рукой, придает еще большую выразительность другому»; «Сэр Джошуа выше всяких похвал»; «Нимфа и Купидон сэра Джошуа, которую мы превозносим, лучше всякой другой картины в зале. Замысел и исполнение таковы, что ни один художник, кроме него, не мог бы так написать»
Предполагается, что прототипом для изображения Венеры послужила Эмма Харт (впоследствии леди Гамильтон). Первая версия картины имеет размеры 124,5 × 99,1 см. Картина долгое время хранилась в семье графов Кэрисфортов и в 1871 году была приобретена для галереи Тейт (инвентарный № N00885). Эта картина была гравирована в 1787 году Дж. Р. Смитом.
Существует предварительный рисунок к картине. На нём изображена молодая девушка, предположительно одна из племянниц художника, не имеющая внешнего сходства с женщиной с картины, но с полностью совпадающей позой и жестом («Девочка, отдыхающая в кресле». Перо, коричневые чернила, 19,2 × 14,6; частная коллекция, на временном хранении в Королевской академии художеств).
Вторая версия картины была написана Рейнольдсом в 1785 году в подарок своей племяннице маркизе Томон. Этот вариант имеет размеры 124,5 × 99,5 см. В мае 1821 года картина была выставлена на распродаже коллекции маркизы Томон в аукционном доме Кристис, где её за 535 фунтов стерлингов приобрёл знаменитый британский архитектор Джон Соун. После его смерти картина под названием «Змея в траве, или Любовь развязывает пояс Красоты» вошла в состав собраний мемориального музея Джона Соуна в Лондоне (инвентарный № P7).

## Вариант из Эрмитажа
Последняя версия картины была написана 1788 году, заказчиком вновь выступил граф Кэрисфорт, который подарил картину светлейшему князю Г. А. Потёмкину. В расходных книгах Рейнолдса находится запись: «14 июня 1788 лорд Кэрисфорт за „Нимфу“, которая должна быть послана князю Потемкину — 105.00 гиней». Эта картина относительно двух предыдущих версий имеет чуть бо́льшие размеры. Картина хранилась в личных покоях Потёмкина в Зимнем дворце и после смерти светлейшего князя была выкуплена императрицей Екатериной II для личных комнат и записана в состав собраний Эрмитажа. В описи имущества, составленной после смерти Потемкина, она записана как «Венера сидит и играет с Купидоном, который теребит ее одежду», там же указана её цена — 250 рублей .
С 1797 по 1837 год находилась в Туалетной комнате императрицы Марии Фёдоровны в Зимнем дворце. В настоящее время выставляется в Зимнем дворце, зал 300.
В 1968 году картина прошла капитальную реставрацию: удалены три старых пластыря, по краям замастикованы утраты грунта, лицевая сторона очищена от загрязнений, сама картина продублирована на новый холст. Ранее в правом нижнем углу картины находились написанные красной краской цифры «177» — под этим номером картина была внесена в первый рукописный каталог Эрмитажа, начатый в 1797 году; при реставрации эта надпись была сведена и скопирована на горизонтальную планку крестовины подрамника. На авторском холсте имелась надпись «У М Ф» (она вполне отчётливо читается и на современных рентгеновских снимках и принято считать что означает «у Марии Фёдоровны»), а также цифры «2735» — под этим номером картина была внесена в опись Эрмитажа 1859 года; обе эти надписи скопированы на левый брусок подрамника. Также ранее на старом холсте имелась красная сургучная печать императора Павла I .
А. Н. Бенуа назвал картину «самой изящной» из трёх эрмитажных работ Рейнолдса. Л. А. Дукельская в своём обзоре английского искусства, описывая эрмитажную картину, отмечает:

Действительно, в картине, которая лишь условно может быть отнесена к историческому жанру, Рейнолдс как бы освобождается от сковывающих принципов его собственной академической доктрины, от несколько навязчивой риторичности. Он пишет легко и свободно, отдаваясь творческому вдохновению. Одно из притягательных свойств этой картины кроется в её насыщенном колорите, мажорном звучании красок, в виртуозной манере исполнения.

В 1984 году Министерством связи СССР была выпущена почтовая марка с репродукцией этой картины, номинал марки — 50 копеек (№ 5487 по каталогу ЦФА).

## Сюжет
Доминантой картины, как смысловой, так и композиционной, является Пояс Афродиты (Венеры) — могущественнейший атрибут богини любви и красоты. Его яркое описание оставил Гомер: «Пояс узорчатый: все обаяния в нем заключались; / В нем и любовь и желания, шепот любви, изъясненья, / Льстивые речи, не раз уловлявшие ум и разумных» (Илиада. 14, 210—212. Пер. Н. И. Гнедича.).
На первой версии картины возле локтя Венеры изображена змея, отсюда вторая часть названия картины «Змея в траве». Под этим же заголовком картина фигурирует и в музее Соуна, хотя на втором варианте змея уже отсутствует. Долгое время считалось что змеи нет и на картине из Эрмитажа, но в первую опись картин Туалетной комнаты императрицы Марии Фёдоровны она внесена под названием «Уж в траве» и лишь впоследствии указывалась как «Девическая стыдливость». Во время детального исследования картины в научно-технической лаборатории Эрмитажа, проведённого в 2017 году, была обнаружена в траве трудноразличимая змеиная голова. Е. П. Ренне отмечает, что змея в контексте этой картины — важный фаллический символ.